# Say When
Say When er det syvende studiealbum fra den danske sanger og sangskriver Thomas Helmig, der blev udgivet den 11. august 1993 på Genlyd. Thomas Helmig producerede og indspillede størstedelen af albummet i januar 1993 i Los Angeles, sammen med amerikanske Jai Winding. Efterfølgende blev et enkelt nummer genindspillet i Feedback-studiet i Århus, og to nyskrevne numre kom til. Om albummet har Helmig udtalt, "Rent melodisk synes jeg, at den nye cd er i tråd med det forrige, jeg har lavet, men det er måske blevet en anelse enklere. Jeg er vendt tilbage til en nærmest gammeldags lyd. Jeg fandt ud af, at mine nye melodier stod stærkere uden at blive pustet op af store arrangementer. Det hele er måske lidt mere rocket, men det er nok mere spillemåden, end det er selve melodierne."
Say When indbragte sangeren tre priser ved Dansk Grammy 1994 for Årets danske sanger, Årets danske sangskriver og Årets danske pop udgivelse. Albummet solgte 80.000 eksemplarer. Følgende singler blev udgivet fra albummet: "Don't Leave Tonight", "Want You for Myself", "Forever" og "Little Young Fascist".

## Spor
Alt tekst og musik er skrevet af Thomas Helmig.
| #   | Titel                         | Længde |
| --- | ----------------------------- | ------ |
| 1.  | "Want You for Myself"         | 4:09   |
| 2.  | "Colony Drive"                | 4:05   |
| 3.  | "Don't Leave Tonight"         | 3:55   |
| 4.  | "The Way I've Got It Figured" | 3:59   |
| 5.  | "Funky Living"                | 3:17   |
| 6.  | "Cry Woman"                   | 4:43   |
| 7.  | "Forever"                     | 4:23   |
| 8.  | "Little Young Fascist"        | 4:50   |
| 9.  | "Tippy Toe"                   | 3:25   |
| 10. | "Nothing's Gonna Be the Same" | 4:15   |
| 11. | "Rosie's Homecoming"          | 3:20   |

## Medvirkende
- Thomas Helmig – tekst, musik, vokal, bas, harmonika, guitar, keyboard, producer
- Jai Winding – producer, keyboard
- Tom Andersen – tekniker
- Duane Seykora – tekniker
- Matt Hyde – tekniker
- Mark O'Donoughue – mixer
- Claes Antonsen – trommer, percussion
- Mads Michelsen – percussion
- David Williams – guitar
- Michael Thompson – guitar
- Per Frost – guitar
- Bob Glaub – basguitar
- Michael Porcaro – basguitar
- Jean McClain – kor
- Shaun Murphy – kor
- Sonia Morgan-Jones – kor
- Sylvia Mason-James – kor

## Hitlisteplacering
| Hitliste (1993) | Højeste placering |
| --------------- | ----------------- |
| Danmark         | 1                 |